# アントニオ・ターバー
アントニオ・ターバー（Antonio Tarver、1968年11月21日 - ）は、アメリカ合衆国の元プロボクサー。フロリダ州オーランド出身。「Magic Man」の異名を持つ。元WBA・WBC世界ライトヘビー級スーパー王者。元IBF世界ライトヘビー級王者。

## 来歴
1996年アトランタオリンピックボクシングライトヘビー級に出場し、銅メダルを獲得した（準決勝でワシリー・ジロフに判定負けを喫した）。
1997年2月18日、プロデビュー。
2000年6月23日、全勝のままIBF世界ライトヘビー級挑戦者決定戦でエリック・ハーディングと対戦するも、プロ初黒星となる0-3（111-116、111-116、111-116）の判定負けを喫し、IBF級王座への挑戦権の獲得に失敗した。 
2002年1月25日、レジー・ジョンソンの持つNABF北米ライトヘビー級王座並びにUSBA全米ライトヘビー級王座に挑戦し、2-1（114-113、115-112、112-115）の判定勝ちを収め、NABF王座の獲得に成功、USBA王座の獲得にも成功した。
2002年7月20日、インディアナポリスのコンセコ・フィールドハウスでエリック・ハーディングと対戦し、5回43秒TKO勝ちを収め、2年ぶりの再戦でリベンジに成功した。
2003年4月26日、ロイ・ジョーンズ・ジュニアの王座返上に伴い空位となったWBC世界ライトヘビー級王座とロイ・ジョーンズ・ジュニアの王座剥奪に伴い空位となったIBF世界ライトヘビー級王座を懸けた一戦でモンテル・グリフィンと対戦。3-0（120-106、120-106、120-106）の判定勝ちを収めWBC王座の獲得に成功、IBF王座の獲得にも成功した。IBF王座は防衛戦を行わずに返上した。
2003年11月8日、マンダレイ・ベイ・ホテル&カジノで行われたWBC世界ライトヘビー級タイトルマッチ、IBO世界ライトヘビー級王座決定戦、WBA世界ライトヘビー級スーパー王座決定戦でロイ・ジョーンズ・ジュニアと対戦し、0-2（114-114、111-117、112-116）の判定負けを喫し、WBC王座から陥落、WBAスーパー王座の獲得に失敗、IBO王座の獲得にも失敗した。 
2004年5月15日、マンダレイ・ベイ・ホテル&カジノでロイ・ジョーンズ・ジュニアとのリターンマッチでWBAスーパー・WBC・IBO世界ライトヘビー級タイトルマッチ、IBA世界ライトヘビー級王座決定戦並びにWBF世界ライトヘビー級王座決定戦を行い、2回1分41秒TKO勝ちを収め、WBC王座の再獲得に成功し、WBAスーパー王座、IBO王座、IBA王座並びにWBF王座を獲得した。7月にWBAスーパー王座を返上し、その後、グレンコフ・ジョンソンとの対戦を優先しWBC王座は剥奪された。
2004年12月18日、ステイプルズ・センターで行われたIBO世界ライトヘビー級タイトルマッチでグレンコフ・ジョンソンと対戦し、1-2（116-112、113-115、113-115）の判定負けを喫し、IBO王座から陥落した。翌2005年6月18日、フェデックス・フォーラムで行われたIBO世界ライトヘビー級タイトルマッチでジョンソンと再戦し、3-0（116-112、116-112、115-113）の判定勝ちを収め、IBO王座の再獲得に成功し、リベンジを果たした。
2005年10月1日、タンパベイ・タイムズ・フォーラムで行われたIBO世界ライトヘビー級タイトルマッチ並びにNBA世界ライトヘビー級王座決定戦でロイ・ジョーンズ・ジュニアと対戦し、3-0（117-111、116-112、116-112）の判定勝ちを収め、IBO王座の初防衛に成功しNBA王座の獲得に成功した。
2006年6月10日、ボードウォーク・ホールで行われたIBO世界ライトヘビー級タイトルマッチでバーナード・ホプキンスと対戦し、0-3（109-118、109-118、109-118）の判定負けを喫し、王座から陥落した。映画『ロッキー・ザ・ファイナル』出演のためヘビー級の体を作り、直後ライトヘビー級に落としたため体調を崩したといわれている。
アメリカで2006年12月に公開された映画『ロッキー・ザ・ファイナル』で世界ヘビー級王者役を演じた。
2007年6月9日、ハートフォードのコネチカットコンベンションセンターでエルビル・ムリキとIBO世界ライトヘビー級王座決定戦を行い、2-0（116-112、115-113、114-114）の判定勝ちを収め、IBO王座の獲得にみたび成功した。
2008年4月12日、タンパベイ・タイムズ・フォーラムでクリントン・ウッズの持つIBF世界ライトヘビー級王座と自身の持つIBO世界ライトヘビー級王座を懸け対戦し、3-0（119-109、117-111、116-112）の判定勝ちを収め、IBF王座の獲得に成功、IBO王座の2度目の防衛に成功した。
2008年10月11日、パームスでIBFは初、IBOは3度目の防衛を懸けチャド・ドーソンと対戦し、0-3（109-118、110-117、110-117）の判定負けを喫し、IBF王座の初防衛に失敗、IBO王座の3度目の防衛にも失敗し、IBF王座から陥落、IBO王座からも陥落した。
2009年5月9日、ハードロック・ホテル&カジノでチャド・ドーソンとIBF・IBO世界ライトヘビー級タイトルマッチで再戦し、0-3（111-117、111-117、112-116）の判定負けでIBF王座の再獲得に失敗、IBO王座の4度目の獲得に失敗した。 
2010年10月15日、オクラホマ州オタワ郡のバッファロー・ラン・カジノでナギー・アギレラと対戦し、 3-0（98-92、98-92、98-92）の判定勝ちを収めた。
2011年7月20日、シドニーのシドニー・エンターテイメント・センターでIBO世界ライトヘビー級王者ダニー・グリーンと対戦し、グリーンの9回終了時棄権によるTKO勝ちを収め、IBO王座の4度目の獲得に成功した。
2012年6月2日、カリフォルニア州 ホーム・デポ・センター・テニスコートでラティーフ・カヨデとIBO世界ライトヘビー級タイトルマッチを行い、1-1（113-115、115-113、114-114）の判定で引分で初防衛となる筈だったのだが、カリフォルニア州アスレチックコミッション（CSAC）の薬物検査でアナボリックステロイドのドロスタノロンが試合後にターバーから検出され、ターバーは1年間の出場停止とファイトマネー100万ドルから罰金2500ドル（20万円）を科せられ、試合の結果は無効試合へ変更となった。
2013年11月26日、約1年6ヶ月ぶりの復帰戦をヘビー級で行い4回TKO勝利を収める。
2014年3月、ラスベガスのカジノに2億円あまりの借金返済が滞ったとして逮捕される。
2014年9月29日、ジョナソン・バンクスと対戦予定であったが、ターバーが練習中に親指を骨折して試合中止になる。
2014年12月11日、カリフォルニア州で延期となっていたジョナサン・バンクスと対戦、7回KO勝利。
2015年6月、元恋人の女性から子供の養育費を支払うよう訴えられていた裁判で、ターバーに2012年から累積している未払いの養育費669,000ドルを支払うよう判決が下された。
2015年8月14日、ニュージャージー州のプルデンシャル・センターでスティーブ・カニンガムとヘビー級ノンタイトル12回戦で対戦し12回1-1（113-115、115-113、114-114）の引き分けに終わる。しかしターバーから試合前の8月11日に行われたドーピング検査で禁止薬物のテストステロンと5aアンドロスタンジオールの代謝物の陽性反応が、試合当日に行われたドーピング検査でも5aアンドロスタンジオールと5bアンドロスタンジオールの代謝物が検出されていたことが9月18日になって判明した。
2016年1月29日、ターバーが累積している未払いの養育費750,000ドルを支払わないため、裁判所はターバーが所有する2010年製ベンツML350（時価19,000ドル相当）やアトランタオリンピックで獲得した銅メダルなどを差し押さえる決定を下した。
2016年2月12日、ニュージャージー州アスレチック管理委員会からスティーブ・カニンガム戦のドーピング違反の件で、ターバーに6ヶ月間の試合出場停止と25万ドル（約2800万円）のファイトマネーから5万ドル（約560万円）の罰金が科せられ、試合の結果も無効試合へ変更された。試合の日から処分まで6ヶ月間を要す異例の遅い処分決定となった。
2018年8月、家庭内暴力で逮捕された。ターバーの18歳の義理の息子のアジヤ・テイラーからの通報により、ターバーの自宅に警官が出向いたところ、テイラーが口から血を流していたので事情を聞くと、その日の朝にワッフルハウスで一緒に食事をするが、テイラーが食事代を所持していなかったことにターバーが怒って口論になり、自宅に戻ると体当たりをされて顔を殴られ、ガレージに鍵をかけて閉じ込められたと話したため、ターバーにも事情を聞くが顔を殴ったことを否定して、口からの出血は口論の最中に「つまずいて、転んだ」ときのものと弁明したが、警官はターバーの言い分を信用せず逮捕したとのこと。
2021年4月17日、人気YouTuberジェイク・ポール vs. 元UFCベン・アスクレンの前座で元UFC世界ヘビー級王者フランク・ミアとの対戦が決定するも、50歳以上の選手は過去10年間で10回以上試合を行っていなければならないというジョージア州アスレチックコミッションの規定に抵触し、試合出場が許可されなかった。

## 戦績
- プロ：39戦 31勝（22KO）6敗 1分 1無効試合

| 戦           | 日付           | 勝敗 | 時間     | 内容    | 対戦相手                   | 国籍           | 備考                                                                               |
| ------------ | -------------- | ---- | -------- | ------- | -------------------------- | -------------- | ---------------------------------------------------------------------------------- |
| 1            | 1997年2月18日  | ☆    | 2R 2:01  | TKO     | ホアキン・ガルシア         | アメリカ合衆国 | プロデビュー戦                                                                     |
| 2            | 1997年4月29日  | ☆    | 3R 0:22  | TKO     | ジェイソン・バレル         | アメリカ合衆国 |                                                                                    |
| 3            | 1997年6月21日  | ☆    | 3R 終了  | TKO     | トレイシー・バリオス       | アメリカ合衆国 |                                                                                    |
| 4            | 1997年8月12日  | ☆    | 1R 2:59  | TKO     | シェルビー・グロス         | アメリカ合衆国 |                                                                                    |
| 5            | 1997年10月4日  | ☆    | 6R       | 判定3-0 | ベリー・バトラー           | アメリカ合衆国 |                                                                                    |
| 6            | 1997年10月28日 | ☆    | 3R 終了  | TKO     | べニート・フェルナンデス   | アメリカ合衆国 |                                                                                    |
| 7            | 1997年12月2日  | ☆    | 2R 2:03  | TKO     | ロイ・フランシス           | ジャマイカ     |                                                                                    |
| 8            | 1998年1月17日  | ☆    | 7R 2:17  | TKO     | ボイヤ・チュー             | アメリカ合衆国 |                                                                                    |
| 9            | 1998年3月24日  | ☆    | 8R       | 判定3-0 | チャールズ・オリバー       | アメリカ合衆国 |                                                                                    |
| 10           | 1998年6月23日  | ☆    | 4R 終了  | 棄権    | ホセ・ルイス・リベラ       | アメリカ合衆国 |                                                                                    |
| 11           | 1998年8月30日  | ☆    | 2R 2:28  | TKO     | ロッキー・ギャノン         | アメリカ合衆国 |                                                                                    |
| 12           | 1999年2月5日   | ☆    | 4R 0:42  | KO      | ジョン・ウィリアムズ       | アメリカ合衆国 |                                                                                    |
| 13           | 1999年3月27日  | ☆    | 3R 1:25  | TKO     | ロイ・フランシス           | ジャマイカ     |                                                                                    |
| 14           | 1999年6月12日  | ☆    | 5R 終了  | TKO     | ジェリー・ウィリアムズ     | アメリカ合衆国 |                                                                                    |
| 15           | 1999年10月2日  | ☆    | 9R 0:51  | TKO     | モハメド・ベンゲシア       | アルジェリア   |                                                                                    |
| 16           | 2000年2月29日  | ☆    | 1R 0:56  | KO      | アーネスト・マテン         | アメリカ合衆国 |                                                                                    |
| 17           | 2000年6月23日  | ★    | 12R      | 判定0-3 | エリック・ハーディング     | アメリカ合衆国 | IBF世界ライトヘビー級挑戦者決定戦                                                  |
| 18           | 2001年2月24日  | ☆    | 5R 1:22  | TKO     | リンカーン・カーター       | アメリカ合衆国 |                                                                                    |
| 19           | 2001年8月3日   | ☆    | 10R 1:53 | KO      | クリス・ジョンソン         | ジャマイカ     |                                                                                    |
| 20           | 2002年1月25日  | ☆    | 12R      | 判定2-1 | レジー・ジョンソン         | アメリカ合衆国 | NABF北米・USBA全米ライトヘビー級タイトルマッチ IBF世界ライトヘビー級挑戦者決定戦   |
| 21           | 2002年7月20日  | ☆    | 5R 0:43  | TKO     | エリック・ハーディング     | アメリカ合衆国 |                                                                                    |
| 22           | 2003年4月26日  | ☆    | 12R      | 判定3-0 | モンテル・グリフィン       | アメリカ合衆国 | WBC・IBF世界ライトヘビー級王座決定戦                                               |
| 23           | 2003年11月8日  | ★    | 12R      | 判定0-2 | ロイ・ジョーンズ・ジュニア | アメリカ合衆国 | WBC世界ライトヘビー級タイトルマッチ WBA・IBO世界ライトヘビー級王座決定戦 WBC陥落   |
| 24           | 2004年5月15日  | ☆    | 2R 1:41  | TKO     | ロイ・ジョーンズ・ジュニア | アメリカ合衆国 | WBA・WBC・IBO世界ライトヘビー級タイトルマッチ WBF・IBA世界ライトヘビー級王座決定戦 |
| 25           | 2004年12月18日 | ★    | 12R      | 判定1-2 | グレン・ジョンソン         | ジャマイカ     | IBO陥落                                                                            |
| 26           | 2005年6月18日  | ☆    | 12R      | 判定3-0 | グレン・ジョンソン         | ジャマイカ     | IBO世界ライトヘビー級タイトルマッチ                                                |
| 27           | 2005年10月1日  | ☆    | 12R      | 判定3-0 | ロイ・ジョーンズ・ジュニア | アメリカ合衆国 | IBO防衛1                                                                           |
| 28           | 2006年6月10日  | ★    | 12R      | 判定0-3 | バーナード・ホプキンス     | アメリカ合衆国 | IBO世界ライトヘビー級タイトルマッチ NBA世界ライトヘビー級王座決定戦 IBO陥落        |
| 29           | 2007年6月9日   | ☆    | 12R      | 判定2-0 | エルビル・ムリキ           | アルバニア     | IBO世界ライトヘビー級王座決定戦                                                    |
| 30           | 2007年12月1日  | ☆    | 4R 2:53  | TKO     | ダニー・サンティアゴ       | アメリカ合衆国 | IBO防衛1                                                                           |
| 31           | 2008年4月12日  | ☆    | 12R      | 判定3-0 | クリントン・ウッズ         | アメリカ合衆国 | IBF・IBO世界ライトヘビー級王座統一戦 IBF獲得・IBO防衛2                             |
| 32           | 2008年10月11日 | ★    | 12R      | 判定0-3 | チャド・ドーソン           | アメリカ合衆国 | IBF・IBO陥落                                                                       |
| 33           | 2009年5月9日   | ★    | 12R      | 判定0-3 | チャド・ドーソン           | アメリカ合衆国 | IBF・IBO世界ライトヘビー級タイトルマッチ                                           |
| 34           | 2010年10月15日 | ☆    | 10R      | 判定3-0 | ナヒー・アギレラ           | ドミニカ共和国 |                                                                                    |
| 35           | 2011年7月20日  | ☆    | 9R 終了  | 棄権    | ダニー・グリーン           | オーストラリア | IBO世界クルーザー級タイトルマッチ                                                  |
| 36           | 2012年6月2日   | -    | 12R      | NC      | ラテフ・カヨード           | ナイジェリア   | IBO剥奪（薬物検査陽性）                                                            |
| 37           | 2013年11月26日 | ☆    | 4R 1:54  | TKO     | マイク・シェパード         | アメリカ合衆国 | NABA北米ヘビー級暫定王座決定戦                                                     |
| 38           | 2014年12月11日 | ☆    | 7R 2:25  | KO      | ジョナサン・バンクス       | アメリカ合衆国 |                                                                                    |
| 39           | 2015年8月14日  | △    | 12R      | 判定1-1 | スティーブ・カニンガム     | アメリカ合衆国 |                                                                                    |
| テンプレート |                |      |          |         |                            |                |                                                                                    |

## 獲得タイトル
- NABF北米ライトヘビー級王座
- USBA全米ライトヘビー級王座
- NBA世界ライトヘビー級王座
- WBC世界ライトヘビー級王座
- IBF世界ライトヘビー級王座
- WBA世界ライトヘビー級スーパー王座
- IBO世界ライトヘビー級王座
- IBA世界ライトヘビー級王座
- WBF世界ライトヘビー級王座
- IBO世界クルーザー級王座
- NABA北米ヘビー級暫定王座

## 出演
- ロッキー・ザ・ファイナル（2006年）